# IC 4924
IC 4924 — галактика типу NF (в процесі підтвердження) у сузір'ї Стрілець.
Цей об'єкт міститься в оригінальній редакції індексного каталогу.